# Грабське (Словаччина)
Грабське (словац. Hrabské) — село в Словаччині, Бардіївському окрузі Пряшівського краю. Розташоване в північно-східній частині Словаччини.
Вперше згадується у 1353 році.
В селі є греко-католицька церква св. Димірія — мироточця з 1882 р.

## Населення
| Рік:            | 1994. | 2004.   | 2014.    | 2024.   |
| --------------- | ----- | ------- | -------- | ------- |
| Кількість осіб: | 524   | 545     | 608      | 664     |
| Різниця:        |       | +4,00 % | +11,55 % | +9,21 % |

| Рік:            | 2023. | 2024.   |
| --------------- | ----- | ------- |
| Кількість осіб: | 671   | 664     |
| Різниця:        |       | -1,04 % |

В селі проживає 568 осіб.
Національний склад населення (за даними останнього перепису населення — 2001 року):
- словаки — 92,95 %
- цигани — 3,35 %
- русини — 0,35 %
- українці — 0,18 %

Склад населення за приналежністю до релігії станом на 2001 рік:
- греко-католики — 93,30 %,
- римо-католики — 2,12 %,
- протестанти — 0,35 %,
- не вважають себе віруючими або не належать до жодної вищезгаданої церкви — 4,23 %

### Видатні постаті
- Гопко Василь (1904—1976) — в селі народився греко-католицький священик та єпископ, з 50—их рр. політв'язень, у 2003 р. проголошений Папою блаженним священномучеником.